# Solignac
Solignac település Franciaországban, Haute-Vienne megyében. Lakosainak száma 1561 fő (2022. január 1.). Solignac Condat-sur-Vienne, Jourgnac, Limoges és Le Vigen községekkel határos.

## Népesség
A település népessége az elmúlt években az alábbi módon változott:
| Lakosok száma | 1511 | 1551 | 1599 | 1579 | 1583 | 1583 | 1576 | 1568 | 1561 |
|               | 2013 | 2015 | 2016 | 2017 | 2018 | 2019 | 2020 | 2021 | 2022 |